# Natação nos Jogos Europeus de 2015 - Revezamento 4x100 m livre masculino
A competição do revezamento 4x100 metros livre masculino foi um dos eventos da natação nos Jogos Europeus de 2015, em Baku, no Azerbaijão. Foi disputada no Centro Aquático de Baku no dia 23 de junho.

## Calendário
Horário de verão do Azerbaijão (UTC+5).
| Data        | Horário | Fase         |
| ----------- | ------- | ------------ |
| 23 de junho | 11:52   | Eliminatória |
| 23 de junho | 19:42   | Final        |

## Medalhistas
|  | GBR Grã-Bretanha                                                      |  | ITA Itália                                                                    |  | RUS Rússia                                                                                     |
|  | Duncan Scott Martyn Walton Daniel Speers Cameron Kurle Thomas Fannon* |  | Alessandro Miressi Giovanni Izzo Ivano Vendrame Alessandro Bori Manuel Frigo* |  | Vladislav Kozlov Aleksei Brianskiy Elisei Stepanov Igor Shadrin Georg Gutmann* Sergei Sudakov* |

*Atletas que competiram apenas nas eliminatórias e receberam medalhas

## Recordes
Antes desta competição, os recordes mundiais e dos jogos europeus dessa prova eram os seguintes:
| Tipo                       | Atleta           | Tempo   | Local  | Data                 |
| -------------------------- | ---------------- | ------- | ------ | -------------------- |
|                            | Estados Unidos   | 3m08s24 | Pequim | 11 de agosto de 2008 |
| Recorde dos Jogos Europeus | Não estabelecido | –       |        |                      |

Os seguintes recordes mundiais ou dos jogos europeus foram estabelecidos durante esta competição:
| Data        | Evento | Nacionalidade | Tempo   | Notas                      |
| ----------- | ------ | ------------- | ------- | -------------------------- |
| 23 de junho | Final  | Reino Unido   | 3:19.38 | Recorde dos Jogos Europeus |

## Resultados

### Eliminatórias
A eliminatória foi realizada no dia 23 de junho. 
| Pos. | Bateria | Raia | Nacionalidade    | Nadadores | Tempo   | Notas |
| ---- | ------- | ---- | ---------------- | --- | ------- | ----- |
| 1    | 1       | 4    | UKR Ucrânia      | Vladyslav Perepelytsia (51.07) Ivan Denysenko (51.17) Viacheslav Ohnov (49.88) Sergii Shevtsov (49.40)         | 3:21.52 | Q,    |
| 2    | 1       | 3    | ITA Itália       | Manuel Frigo (51.37) Alessandro Miressi (50.00) Ivano Vendrame (50.23) Giovanni Izzo (50.37)                   | 3:21.97 | Q     |
| 3    | 1       | 5    | RUS Rússia       | Georg Gutmann (51.61) Sergei Sudakov (50.89) Elisei Stepanov (50.12) Igor Shadrin (50.46)                      | 3:23.08 | Q     |
| 4    | 2       | 3    | GER Alemanha     | Paul Hentschel (51.09) Maximilian Forstenhäusler (51.59) Konstantin Walter (50.23) Alexander Lohmar (50.68)    | 3:23.59 | Q     |
| 5    | 2       | 6    | GBR Grã-Bretanha | Martyn Walton (50.96) Daniel Speers (51.67) Thomas Fannon (52.56) Duncan Scott (49.26)                         | 3:24.45 | Q     |
| 6    | 2       | 7    | BEL Bélgica      | Thomas Thijs (51.35) Dries Vangoetsenhoven (51.77) Valentin Borisavljevic (51.11) Alexis Borisavljevic (50.48) | 3:24.71 | Q     |
| 7    | 2       | 1    | POL Polônia      | Michał Brzuś (51.78) Juliusz Gosieniecki (51.51) Mateusz Arndt (51.42) Michał Chudy (50.93)                    | 3:25.64 | Q     |
| 8    | 1       | 2    | CRO Croácia      | Bruno Blašković (51.60) Nikola Miljenić (51.37) Ante Lučev (51.46) Kristian Komlenić (51.77)                   | 3:26.20 | Q     |
| 9    | 2       | 2    | EST Estônia      | Daniel Zaitsev (51.77) Cevin Siim (51.16) Andrei Gussev (53.02) Nikita Tsernosev (51.45)                       | 3:27.40 |       |
| 10   | 2       | 8    | ISR Israel       | Ziv Kalontarov (51.35) Mark Shperkin (51.46) Amir Haviv (52.82) Idan Dotan (52.72)                             | 3:28.35 |       |
| 11   | 1       | 6    | TUR Turquia      | Erge Gezmis (51.84) Kaan Özcan (51.82) Samet Alkan (52.18) Batuhan Hakan (53.26)                               | 3:29.10 |       |
| 12   | 2       | 4    | SUI Suíça        | Olivier Petignat (52.91) Manuel Leuthard (51.68) Andrea Mozzini Vellen (52.23) Cla Remund (52.56)              | 3:29.38 |       |
| 13   | 1       | 1    | ROU Romênia      | Robert Glință (51.14) Bogdan Petre (54.63) Bogdan Scarlat (54.63) Gabriel Sonoc (52.29)                        | 3:32.69 |       |
| 14   | 2       | 5    | AZE Azerbaijão   | Ivan Andrianov (52.74) Dorian Fazekas (53.29) Kamran Jafarov (56.72) Qriqoriy Kalminskiy (54.31)               | 3:37.06 |       |
| 15   | 1       | 7    | NOR Noruega      | Marius Solaat Rødland (51.30) Sigurd Holten Bøen (51.90) Eivind Bjelland Ole-Mikal Fløgstad                    | DSQ     |       |

### Final
A final foi realizada no dia 23 de junho.
| Pos.              | Raia | Nacionalidade    | Nadadores | Tempo   | Notas                      |
| ----------------- | ---- | ---------------- | --- | ------- | -------------------------- |
| Medalha de ouro   | 2    | GBR Grã-Bretanha | Duncan Scott (49.46) Martyn Walton (49.43) Daniel Speers (50.68) Cameron Kurle (49.81)                         | 3:19.38 | Recorde dos Jogos Europeus |
| Medalha de prata  | 5    | ITA Itália       | Alessandro Miressi (50.09) Giovanni Izzo (50.34) Ivano Vendrame (50.21) Alessandro Bori (49.55)                | 3:20.19 |                            |
| Medalha de bronze | 3    | RUS Rússia       | Vladislav Kozlov (50.44) Aleksei Brianskiy (50.09) Elisei Stepanov (49.76) Igor Shadrin (49.93)                | 3:20.22 |                            |
| 4                 | 4    | UKR Ucrânia      | Vladyslav Perepelytsia (50.96) Ivan Denysenko (50.33) Viacheslav Ohnov (50.48) Sergii Shevtsov (49.29)         | 3:21.06 |                            |
| 5                 | 6    | GER Alemanha     | Marek Ulrich (50.70) Alexander Lohmar (50.57) Konstantin Walter (50.49) Paul Hentschel (50.95)                 | 3:22.71 |                            |
| 6                 | 1    | POL Polônia      | Michał Chudy (51.32) Paweł Sendyk (50.28) Michał Brzuś (50.40) Mateusz Arndt (50.98)                           | 3:22.98 |                            |
| 7                 | 7    | BEL Bélgica      | Thomas Thijs (51.15) Dries Vangoetsenhoven (51.51) Valentin Borisavljevic (50.72) Alexis Borisavljevic (50.80) | 3:24.18 |                            |
| 8                 | 8    | CRO Croácia      | Bruno Blašković (51.71) Nikola Miljenić (51.08) Ante Lučev (51.50) Kristian Komlenić (52.15)                   | 3:26.44 |                            |

Legenda
| Recorde mundial            | Recorde mundial (World record)                     |                       | Recorde africano                      | Recorde africano (African) |                                           | Q | Classificado por posição (Qualified) |
| Recorde dos Jogos Europeus | Recorde dos Jogos Europeus (European Games record) | Recorde da América    | Recorde da América (Americas)         | q                          | Classificado por melhor tempo (Qualified) |   |                                      |
| Melhor marca do ano        | Melhor marca do ano (World leading)                | Recorde asiático      | Recorde asiático (Asian)              | DNS                        | Não largou (Did not start)                |   |                                      |
| Recorde nacional           | Recorde nacional (National record)                 | Recorde europeu       | Recorde europeu (European)            | DNF                        | Não terminou (Did not finish)             |   |                                      |
| Recorde pessoal            | Recorde pessoal do atleta (Personal best)          | Recorde da Oceania    | Recorde da Oceania (Oceania)          | DSQ / DQ                   | Desclassificado (Disqualified)            |   |                                      |
| Recorde da temporada       | Recorde da temporada do atleta (Season best)       | Recorde sul-americano | Recorde sul-americano (South America) | NM                         | Sem marca (No mark)                       |   |                                      |